# 列治文區 (三藩市)
列治文區（英語：Richmond District）是美國加州三藩市西北部的一個近鄰社區，於19世紀後期發展。有時它與列治文市混淆，後者位於三藩市東北32公里。

## 公園與遊憩
- 林肯公園（英语：Lincoln Park (San Francisco)）
- 山湖公園（英语：Mountain Lake Park）
- 蘇特洛高地公園（英语：Sutro Heights Park）

## 教育

### 高中
- 喬治·華盛頓高中（英语：George Washington High School (San Francisco)）

## 外部連結
- 维基共享资源上的相關多媒體資源：三藩市列治文區